# PanARMENIAN.net
PanARMENIAN.net — первое армянское интернет-агентство новостей и интернет-портал, базирующийся в Ереване, Армения. Агентство является сетевым информационно-аналитическим порталом, одним из проектов общественной организации «PanArmenian Network». Он был запущен 2 апреля 2000 года. Портал предоставляет информацию и анализ об основных событиях в общественной и политической жизни Армении, а также о событиях, происходящих во всём мире, которые прямо или косвенно связаны с Арменией. Рассматриваемые темы: политика, Армения и мир, общество, экономика, регион, спорт, культура, информационные технологии и телекоммуникации.  
PAN Photo Agency, основанное PanARMENIAN Network в 2009 году, является крупнейшим новостным и креативным фотографическим агентством в Армении. Фотоагентство освещает все основные общественно-политические, деловые, культурные и спортивные события, происходящие в стране, а также представляет отчеты со всего мира через своих международных фотографов и партнёров.

## PanARMENIAN.net
PanARMENIAN Network начала свою деятельность в 1999 году. Миссия организации заключается в содействии популяризации национального, исторического, культурного и научного наследия и ценностей в международном сообществе с помощью современных информационных и коммуникационных технологий. 

## PAN News Agnecy
Информационное агентство PAN (ранее известное как PanARMENIAN.Net News Agency) было создано в 2000 году с акцентом на армянскую диаспору. Помимо оригинального контента, созданного собственными журналистами и редакторами, служба новостей PanARMENIAN.Net использует информационные потоки местных и мировых информационных агентств. 
Контент информационного агентства PAN распространяется через различные социальные платформы, партнёров по публикации и контент-агрегаты. 
Информационное агентство PAN была первой созданной новостной организацией в Армении, которая использовала лицензию Creative Commons для всего своего контента, а также включала новые типы контента в новостные сюжеты: фоторепортажи, инфографика и редакционные мультфильмы. Информационное агентство публикует свой контент на трёх языках: армянском, русском и английском. 
Большинство пользователей интернет-портала проживают в Армении, США, Европе и России.

## PAN Photo Agency
PAN Photo Agency (ранее известное как PanARMENIAN Photo) было создано в 2009 году. Оно быстро стало одним из главных независимых агентств новостей и креативной фотографии в Армении. Агентство освещает основные общественно-политические, деловые, культурные и спортивные события, происходящие в стране, и представляет отчёты со всего мира через своих международных фотографов и партнёров. PAN Photo сотрудничает с разными СМИ и предоставляет фотографии для крупных международных фотоагентство, таких как Associated Press (AP), Agence France Press (AFP), Reuters, РИА Новости, ТАСС, Европейское пресс-фотоагентство  и другим. 
Изображения PAN Photo были показаны во многих международных СМИ, включая The New York Times, CNN, BBC, The Wall Street Journal, Al Jazeera, Libération,San Francisco Chronicle, Washington Post, The Guardian,Vogue, Esquire и других. 

## PanARMENIAN.net в социальных сетях
PanARMENIAN также был одним из первых новостных сервисов в Армении, которые внедрили социальные сети и создали страницы в Facebook и Twitter.  Контентная политика PanARMENIAN.Net в отношении материала на каналах социальных сетей неоднократно отмечалась как качественная, поскольку она была адаптирована для конкретной аудитории пользователей социальных сетей. Аудитория страницы Facebook заметно отличается от аудитории сайта частично из-за языкового ограничения (только на армянском языке), особого способа размещения контента и политики «сначала в социальных сетях», в результате чего сначала публикуются все последние новости на странице. 

## Награды
- 2009 (апрель): НПО «Европейская интеграция» и посольство Великобритании в Ереване высоко оценили PanARMENIAN. Net, во второй раз, как «информационное агентство с лучшим освещением событий в Европе».[19]
- 2009 (май): Премия Союза армян России, полученная PanARMENIAN.Net News Agency «за предоставление достоверной и беспристрастной информации на трёх языках».[20] [21]
- 2011 (июль): Центр свободы информации Армении вручил PanARMENIAN «Золотой ключик» за то, что агентство является «СМИ, наиболее активно освещающим вопросы свободы информации».[22]
- 2012 (июль): Премия Ереванского пресс-клуба — премьера PAN Photo Agnecy "за выявление новых профессиональных перспектив".[23]
- 2013 (март): Премия Гюмрийского клуба «Asparez» "за качественную фотожурналистику", в День свободы слова.[24]

## Публикации
- «12 Дней Каннского фестиваля» фотоальбом, 2011[25]
- «От ликвидации последствий стихийных бедствий к снижению риска» — фото мастер-класс для детей в регионах Армении завершились заказом книги фоторепортажей при поддержки Программы развития ООН, 2012[26]
- "99" книга, посвящённая Геноциду армян, 2014.[27] Содержит все факты о событиях 1915 года, который должен знать каждый.[28][29]

## Известные[кому?]проекты и выставки
- spotlight.am Архивная копия от 4 мая 2019 на Wayback Machine — гражданская платформа фотожурналистики, финансируемая за счёт гранта Государственного департамента по связям с общественностью.

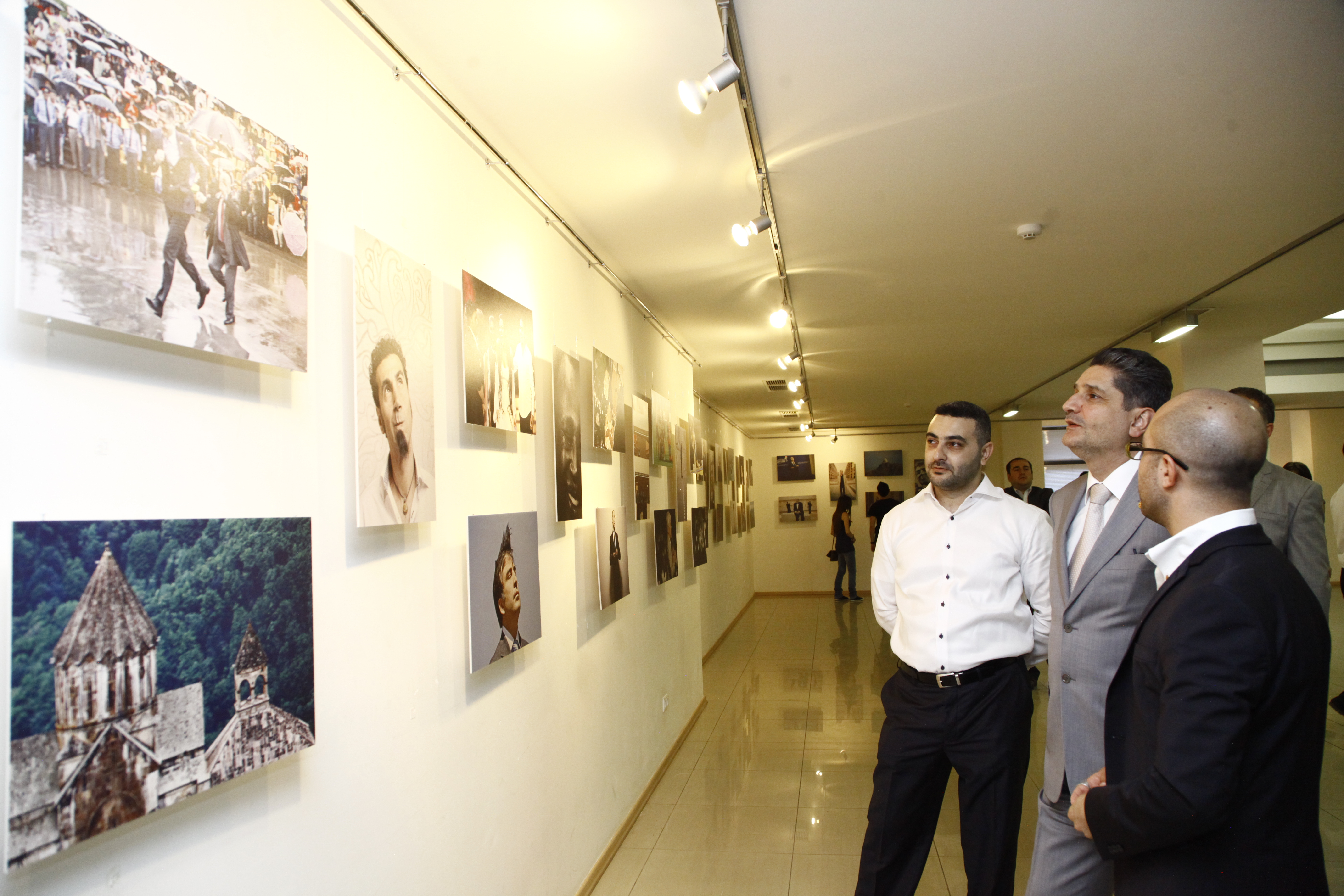
Бывший премьер-министр Армении Тигран Саркисян на фотовыставке PanARMENIAN, июнь 2011 года.

- Благотворительный аукцион «Армянское нагорье в фотографиях», организованный совместно с ЮНИСЕФ в Армении и Почётным консульством Словакии в Армении, 2013
- «Говорить громким голосом» — обучение и налаживание контактов с начинающими фотографами и журналистами в странах Восточного партнерства совместно со Sputnik Photos, 2013-2014
- Редакционный мультипликационный журнал «PANMAN», финансируемый проектом «Альтернативные ресурсы в СМИ» при поддержки USAID.[30]
- «PANreport» — гражданская журналистская платформа, финансируемая офисом ЮНЕСКО в Москве.[31]
- Выставка «Экспериментальная», 500 фотографий, февраль 2011[32]
- Выставка «Лучшие фото PAN Photo Agency 2009-2011», июнь 2011
- Фотовыставка «12 дней в Каннах», июль 2011[33]
- «12 дней фестиваля в Каннах», август 2012 г.[34]
- Фотовыставка «Ереван: взгляд из XXI века», организованная совместно с Министерством культуры Армении на станциях ереванского метрополитена, сентябрь 2013 года[35]
- «#Morooq» — выставка проекта «Бородатые мужчины», апрель 2014 года[36]
- Фотовыставка «Лицо миграции», сентябрь 2014
- Фотопроект «Чего хотят женщины?» для Lenta.ru, март 2015 года[37]
- Фотопроект «100 лет молчания» для Lenta.ru, апрель 2015 года[38]

## Внешние ссылки
- Официальный сайт
- Веб-сайт PAN Photo